# 4:21… The Day After
4:21… The Day After ist das vierte Studioalbum des US-amerikanischen Rappers Method Man. Es erschien am 29. August 2006 über das Label Def Jam Recordings.

## Titelliste
1. Intro – 2:10
2. Is It Me – 3:44
3. Problem – 3:30
4. Somebody Done Fucked Up – 3:18
5. Shaolin Soldier (Skit) – 0:21
6. Fall Out – 3:24
7. Dirty Mef (feat. Ol' Dirty Bastard) – 2:54

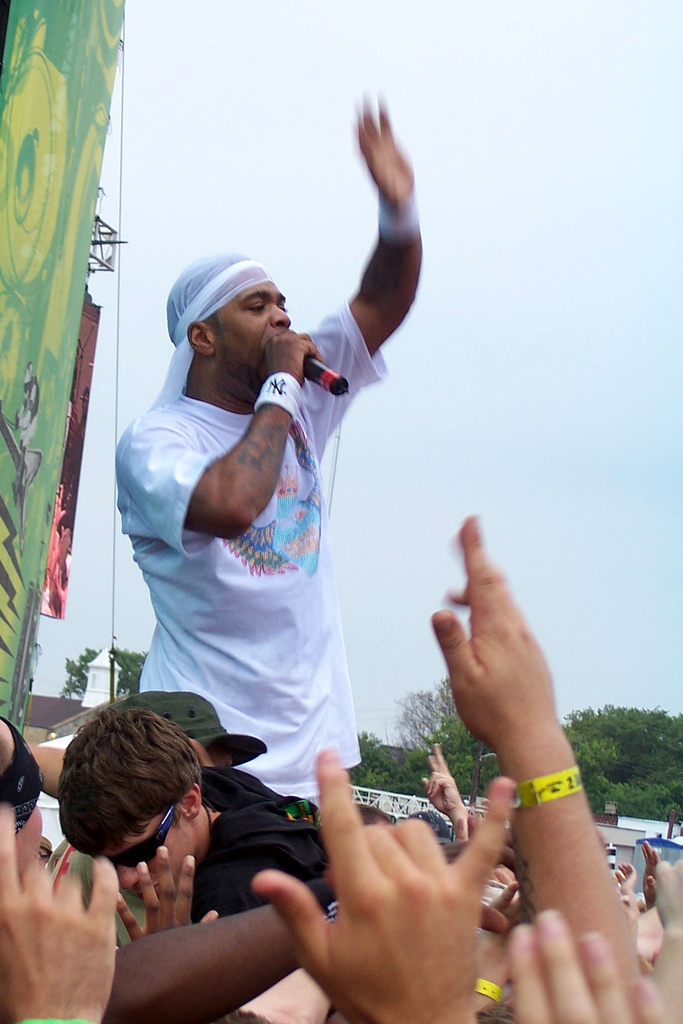
Method Man (2007)

8. 4:20 (feat. Streetlife und Carlton Fisk) – 4:34
9. Let's Ride (feat. Ginuwine) – 3:10
10. The Glide (feat. Raekwon, U-God und La the Darkman) – 3:05
11. Kids (Skit) – 0:47
12. Got to Have It – 4:13
13. Say (feat. Lauryn Hill) – 3:49
14. Ya'Meen (feat. Fat Joe und Styles P) – 4:21
15. Konichiwa Bitches – 2:59
16. Everything (feat. Inspectah Deck und Streetlife) – 3:39
17. Walk On (feat. Redman) – 2:49
18. Pimpin (Skit) – 0:39
19. Presidential MC (feat. Raekwon und RZA) – 4:30
20. 4 Ever (feat. Megan Rochell) – 4:04
21. O.D. (UK Bonus Titel) – 3:32

## Rezeption

### Rezensionen
Die E-Zine Laut.de bewertete 4:21… The Day After mit vier von möglichen fünf Punkten. Aus Sicht der Redakteurin Dani Fromm zeige sich Method Man „nach durchschrittener Talsohle […] in blendender Verfassung“. Sowohl der Flow des Rappers als auch die Texte werden in der Rezension positiv hervorgehoben. Die „Akustikgitarren und Streicher“ im Stück Say bilden „eine gefühlvolle Basis zu Method Mans erfreulich wenig wehleidiger Nachdenklichkeit“. Let's Ride sei eine „hübsche R'n'B-Schmonzette“, die durch ein „entspanntes Piano“ untermalt werde. Der Beitrag Ginuwine auf Let's Ride wird ebenso wie Megan Rochells „Standard-Gesangspart“ im Stück 4 Ever negativ bewertet. Bei den Produktionen RZAs handele es sich aus Sicht Fromms um die „dichtesten Instrumentals“ der Veröffentlichung. Raekwon und LA the Darkman werden in der Rezension für ihre Beiträge in The Glide gelobt. Des Weiteren wird auch Ol' Dirty Bastards Gastauftritt in Dirty Mef hervorgehoben. Dabei sei der frühe Tod Ol' Dirty Bastards „in Anbetracht der gemeinsamen Wellenlänge“ mit Method Man besonders bedauerlich.

### Chartplatzierungen
4:21… The Day After konnte Position 8 der Billboard 200 erreichen. Es konnte sich insgesamt acht Wochen in den US-amerikanischen Album-Charts halten.